# Eric V di Sassonia-Lauenburg
Eric V di Sassonia-Lauenburg (Ratzeburg, ... – Ratzeburg, 1436) è stato Duca di Sassonia-Lauenburg.

## Biografia
Eric V era figlio del duca Eric IV di Sassonia-Lauenburg e di Sofia di Brunswick-Wolfenbüttel (1358–c. 28 maggio 1416), figlia del duca Magnus II di Brunswick-Lüneburg. Eric V e suo fratello Giovanni IV succedettero insieme al loro padre nel 1412 come duchi di Sassonia-Lauenburg. Dopo la morte di Giovanni IV nel 1414, Eric rimase solo sul trono sino alla propria morte.
Quando gli Ascanidi si estinsero nell'elettorato di Sassonia, l'area venne suddivisa in differenti ducati minori che vennero divisi tra i diversi rami della famiglia, ma Eric V aveva l'ambizione di riunire tutta la Sassonia sotto il proprio comando. Egli, in particolar modo, fece pressione durante gli anni del suo governo per ottenere il privilegio elettorale nella dieta imperiale, che disputava con la linea dei Wittenberg sin dal tempo di Giovanni I di Sassonia nel 1285. Ad ogni modo nel 1356 l'imperatore Carlo IV accettò unicamente la prerogativa di principe elettore per la casata dei Sassonia-Wittenberg, rifiutando la richiesta dei Sassonia-Lauenburg.
Ad ogni modo l'imperatore Sigismondo aveva già garantito a Federico IV il margraviato di Meissen che era difatti una premessa per la prerogativa elettorale, di modo da remunerare adeguatamente il suo supporto militare a favore della causa imperiale. Il 1º agosto 1425 Sigismondo infeudò Federico di Sassonia come principe-elettore di Sassonia, malgrado le continue proteste dell'ascanide Enrico V.
In quanto l'unico suo figlio gli era premorto, alla morte di Eric V salì sul trono di Sassonia-Lauenburg suo fratello minore Bernardo III.

## Matrimonio e figli
Nel 1404 Eric V sposò Elisabetta di Schauenburg-Holstein-Rendsburg (1384 – 28 maggio 1416), figlia di Nicola di Holstein-Rendsburg e già vedova del duca Alberto IV di Meclemburgo (prima del 1363– tra il 24 e il 31 dicembre 1388). La coppia non ebbe figli.
Prima del 1422, Eric V sposò Elisabetta di Weinsberg (1397–dopo il 26 gennaio 1498), figlia di Corrado IX di Weinsberg. La coppia ebbe un solo figlio:
- Enrico (?–1437).

## Ascendenza
|                                             |                                             |                                                                     | Genitori                                        |  |  | Nonni |  |  | Bisnonni                              |  |  | Trisnonni                                |  |
|                                             |                                             |                                                                     |                                                 |  |  |       |  |  | Eric I, II duca di Sassonia-Lauenburg |  |  | Giovanni I, I duca di Sassonia-Lauenburg |  |
|                                             |                                             |                                                                     |                                                 |  |  |       |  |  | Eric I, II duca di Sassonia-Lauenburg |  |  | Giovanni I, I duca di Sassonia-Lauenburg |  |
|                                             |                                             | Ingeborg Birgersdotter                                              |                                                 |  |  |       |  |  | Eric I, II duca di Sassonia-Lauenburg |  |  |                                          |  |
| Eric II, III duca di Sassonia-Lauenburg     |                                             |                                                                     |                                                 |  |  |       |  |  | Eric I, II duca di Sassonia-Lauenburg |  |  |                                          |  |
|                                             |                                             | Elisabetta di Pomerania                                             | Boghislao IV, I duca di Pomerania-Wolgast       |  |  |       |  |  |                                       |  |  |                                          |  |
|                                             |                                             | Elisabetta di Pomerania                                             | Boghislao IV, I duca di Pomerania-Wolgast       |  |  |       |  |  |                                       |  |  |                                          |  |
|                                             |                                             | Elisabetta di Pomerania                                             | Margherita di Rügen                             |  |  |       |  |  |                                       |  |  |                                          |  |
| Eric IV, IV duca di Sassonia-Lauenburg      |                                             | Elisabetta di Pomerania                                             |                                                 |  |  |       |  |  |                                       |  |  |                                          |  |
|                                             |                                             | Giovanni III, III conte di Holstein-Plön e V conte di Holstein-Kiel | Gerardo II, I conte di Holstein-Plön            |  |  |       |  |  |                                       |  |  |                                          |  |
|                                             |                                             | Giovanni III, III conte di Holstein-Plön e V conte di Holstein-Kiel | Gerardo II, I conte di Holstein-Plön            |  |  |       |  |  |                                       |  |  |                                          |  |
|                                             |                                             | Giovanni III, III conte di Holstein-Plön e V conte di Holstein-Kiel | Agnese di Brandeburgo                           |  |  |       |  |  |                                       |  |  |                                          |  |
| Agnese di Holstein-Kiel                     |                                             | Giovanni III, III conte di Holstein-Plön e V conte di Holstein-Kiel |                                                 |  |  |       |  |  |                                       |  |  |                                          |  |
|                                             |                                             | Caterina di Głogów                                                  | Enrico III, II duca di Głogów                   |  |  |       |  |  |                                       |  |  |                                          |  |
|                                             |                                             | Caterina di Głogów                                                  | Enrico III, II duca di Głogów                   |  |  |       |  |  |                                       |  |  |                                          |  |
|                                             |                                             | Caterina di Głogów                                                  | Matilde di Brunswick-Lüneburg                   |  |  |       |  |  |                                       |  |  |                                          |  |
| Eric V, V duca di Sassonia-Lauenburg        |                                             | Caterina di Głogów                                                  |                                                 |  |  |       |  |  |                                       |  |  |                                          |  |
|                                             | Magnus I, IV duca di Brunswick-Wolfenbüttel | Alberto II, III duca di Brunswick-Wolfenbüttel                      |                                                 |  |  |       |  |  |                                       |  |  |                                          |  |
|                                             | Magnus I, IV duca di Brunswick-Wolfenbüttel | Alberto II, III duca di Brunswick-Wolfenbüttel                      |                                                 |  |  |       |  |  |                                       |  |  |                                          |  |
|                                             | Magnus I, IV duca di Brunswick-Wolfenbüttel | Rixa di Werle                                                       |                                                 |  |  |       |  |  |                                       |  |  |                                          |  |
| Magnus II, V duca di Brunswick-Wolfenbüttel | Magnus I, IV duca di Brunswick-Wolfenbüttel |                                                                     |                                                 |  |  |       |  |  |                                       |  |  |                                          |  |
|                                             |                                             | Sofia di Brandenburgo-Landsberg                                     | Enrico I, I margravio di Brandenburgo-Landsberg |  |  |       |  |  |                                       |  |  |                                          |  |
|                                             |                                             | Sofia di Brandenburgo-Landsberg                                     | Enrico I, I margravio di Brandenburgo-Landsberg |  |  |       |  |  |                                       |  |  |                                          |  |
|                                             |                                             | Sofia di Brandenburgo-Landsberg                                     | Agnese di Baviera                               |  |  |       |  |  |                                       |  |  |                                          |  |
| Sofia di Brunswick-Wolfenbüttel             |                                             | Sofia di Brandenburgo-Landsberg                                     |                                                 |  |  |       |  |  |                                       |  |  |                                          |  |
|                                             |                                             | Bernardo III, IV principe di Anhalt-Bernburg                        | Bernardo II, II principe di Anhalt-Bernburg     |  |  |       |  |  |                                       |  |  |                                          |  |
|                                             |                                             | Bernardo III, IV principe di Anhalt-Bernburg                        | Bernardo II, II principe di Anhalt-Bernburg     |  |  |       |  |  |                                       |  |  |                                          |  |
|                                             |                                             | Bernardo III, IV principe di Anhalt-Bernburg                        | Elena di Rügen                                  |  |  |       |  |  |                                       |  |  |                                          |  |
| Caterina di Anhalt-Bernburg                 |                                             | Bernardo III, IV principe di Anhalt-Bernburg                        |                                                 |  |  |       |  |  |                                       |  |  |                                          |  |
|                                             |                                             | Agnese di Sassonia                                                  | Rodolfo I, I principe elettore di Sassonia      |  |  |       |  |  |                                       |  |  |                                          |  |
|                                             |                                             | Agnese di Sassonia                                                  | Rodolfo I, I principe elettore di Sassonia      |  |  |       |  |  |                                       |  |  |                                          |  |
|                                             |                                             | Agnese di Sassonia                                                  | Giuditta di Brandeburgo                         |  |  |       |  |  |                                       |  |  |                                          |  |
|                                             |                                             | Agnese di Sassonia                                                  |                                                 |  |  |       |  |  |                                       |  |  |                                          |  |